# 少棘擬鮟鱇
少棘擬鮟鱇（学名：Lophiodes miacanthus），為輻鰭魚綱鮟鱇目鮟鱇亞目鮟鱇科的其中一種，分布於太平洋的日本及夏威夷群島海域，棲息深度110-960公尺，體長可達15公分，為深海底棲性魚類，屬肉食性，生活習性不明。

## 擴展閱讀
維基物種上的相關：少棘擬鮟鱇